# There's One in Every Crowd
There's one in Every Crowd —en español: Hay uno en cada muchedumbre— es el tercer álbum de estudio del músico británico Eric Clapton, publicado por la compañía discográfica RSO Records en marzo de 1975. Grabado poco después del lanzamiento de 461 Ocean Boulevard, el álbum incluyó un estilo similar a su predecesor, aunque con un éxito comercial inferior. 

## Trasfondo
Tras el éxito del sencillo "I Shot the Sheriff", Clapton y su grupo viajaron a Jamaica para grabar There's One in Every Crowd. Las canciones "Swing Low, Sweet Chariot", "Little Rachel" y "Don't Blame Me" fueron grabadas con un estilo cercano al reggae, aunque el resto del disco incluyó canciones rock y blues. Sin embargo, debido a la continua dependencia al alcohol y al abuso en el consumo de drogas, el álbum resultó difícil de grabar. En un principio, Clapton quiso que el disco se titulase EC is God... There's One in Every Crowd, un título que fue parcialmente rechazado por RSO.

## Recepción
There's One in Every Crowd alcanzó el top 40 en cinco países y obtuvo su mayor éxito tanto en Francia como en el Reino Unido, donde alcanzó el puesto quince de las listas nacionales. Además, fue certificado disco de plata en ambos países por la Syndicat National de l'Édition Phonographique y la Industria Fonográfica Británica. En los Estados Unidos, There's One in Every Crowd llegó al puesto 21 de la lista Billboard 200. En Nueva Zelanda, alcanzó la posición 24 de la lista de discos más vendidos, mientras que en Japón llegó al puesto 31 de la lista elaborada por Oricon. En total, There's One in Every Crowd ha vendido más de 700 000 copias a nivel mundial.
William Ruhlmann de Allmusic otorgó al álbum dos de un total de cinco estrellas y escribió que Clapton «no había tenido tiempo para escribir suficiente material [después de la publicación de 461 Ocean Boulevard] para hacer un álbum de eficacia similar, dado que el resultado es una mezcla dispersa de estilos, abriendo con dos temas góspel y una versión reggae». Ruhlmann siguió su reseña comentando que «el mejor tema del álbum es, naturalmente, la versión de blues, la toma de Clapton en "The Sky Is Crying"». Finalmente, Ruhlmann definió el álbum como «un decepcionante seguidor de 461 Ocean Boulevard».

## Lista de canciones
| N.º   | Título                                            | Escritor(es)                 | Duración |  |
| 1.    | «We've Been Told (Jesus Coming Soon)»             | Tradicional · Willie Johnson | 4:28     |  |
| 2.    | «Swing Low, Sweet Chariot» (Arr. by Eric Clapton) | Tradicional                  | 3:33     |  |
| 3.    | «Little Rachel»                                   | Jim Byfield                  | 4:26     |  |
| 4.    | «Don't Blame Me»                                  | Eric Clapton · George Terry  | 3:35     |  |
| 5.    | «The Sky Is Crying»                               | Elmore James                 | 3:58     |  |
| 6.    | «Singin' the Blues»                               | Mary McCreary                | 3:26     |  |
| 7.    | «Better Make It Through Today»                    | Eric Clapton                 | 4:07     |  |
| 8.    | «Pretty Blue Eyes»                                | Eric Clapton                 | 4:45     |  |
| 9.    | «High»                                            | Eric Clapton                 | 3:30     |  |
| 10.   | «Opposites»                                       | Eric Clapton                 | 4:52     |  |
| 40:08 |                                                   |                              |          |  |

## Personal
- Eric Clapton: voz, guitarra acústica, guitarra eléctrica y dobro.
- George Terry: guitarra acústica, guitarra eléctrica y coros.
- Jamie Oldaker: batería y percusión.
- Dick Sims: órgano, piano y piano eléctrico.
- Carl Radle: bajo y guitarra eléctrica.
- Yvonne Elliman: voz y coros.
- Marcy Levy: coros.

## Posición en listas
| Lista (1975)                      | Posición |
| --------------------------------- | -------- |
| Estados Unidos (Billboard 200)    | 21       |
| Francia (SNEP)                    | 15       |
| Nueva Zelanda (Recorded Music NZ) | 24       |
| Reino Unido (OCC)                 | 15       |